# Aéroport Gustavo Rizo
L'aéroport Gustavo Rizo est un aéroport desservant la ville de Baracoa, une ville de la province de Guantanamo, à Cuba. Il est situé à environ deux kilomètres au nord de la ville et possède une seule piste. Le terminal passager reçoit des vols depuis La Havane et a accueilli 19 500 passagers en 2013.  

## Histoire
La piste de l'aéroport a été endommagée lors d'une inondation survenue en mars 2008, lors de laquelle des vagues de plus de cinq mètres ont ravagé la ville.   

## Infrastructures
L'aéroport dispose d'un bâtiment passager et d'une seule piste recouverte de béton. La piste ne peut accueillir des vols de nuit.

## Compagnies aériennes et destinations
| Compagnies         | Destinations         |
| ------------------ | -------------------- |
| Aerogaviota        | La Havane-José Martí |
| Cubana de Aviacion | La Havane-José Martí |

## Statistiques
En 2013, l'aéroport a reçu 19 524 passagers, soit le meilleur score depuis l'ouverture. Cette augmentation est surement due à l'augmentation du nombre de vols entre Baracoa et La Havane par la Cubana de Aviacion, passant de 2 à 3 vols par semaine. En 2013, l'aéroport a vu 377 mouvements d'avions.